# Луп програм
Луп-програми (енгл. LOOP-Programs) су програми писани у програмском језику Луп (енгл. LOOP, круг, петља, циклус) који омогућава само операције сабирања, доделе вредности и употребу петљи које су коначне. Ова врста програма игра значајну улогу у теоријској информатици, а посебно у вези са теоријом израчунљивости. Функција која се може представити Луп-програмом се назива Луп-израчунљива а скуп свих Луп-програма се означава појмом Луп (LOOP).

## Особине
Свака примитивно-рекурзивна функција је Луп-израчунљива, и обрнуто: сваки Луп-програм се може представити примитивно-рекурзивном функцијом.
За разлику од GOTO и WHILE програма, Луп-програми се увек завршавају. Због тога је скуп Луп-програма у потпуности један подскуп израчунљивих функција, а тиме и подскуп GOTO и WHILE израчунљивих функција.
Један пример Луп-израчунљиве фунције је Акерманова функција.

## Формални опис језика
Луп-програме чине симболи LOOP, DO, END, :=, +, - и ; као и један коначан скуп константи. Луп-програми се у Бакус-Науровој форми могу приказати као:
{\displaystyle {\begin{array}{lrl}P&::=&x_{i}:=x_{j}+c\\&|&x_{i}:=x_{j}-c\\&|&P;P\\&|&\mathrm {LOOP} \,x_{i}\,\mathrm {DO} \,P\,\mathrm {END} \end{array}}}
При чему су -{{x0, x1, ...}}- променљиве и c константа која је још и природан број.

## Значење елемената
Док се операције додељивања вредности и две рачунске операције сабирања и одузимања своде на већ виђено, битно је дефинисати значење LOOP — DO — END делова програма. Наиме, између резервисаних речи LOOP и DO се налази коначан број, који одређује колико пута ће овај циклус бити извршен. Битно је нагласити да циклус само преузима број из променљиве и њене евентуалне измене у самом циклусу неће утицати на број извршења самог циклуса. У циклус спада све између речи DO и END.

## Примери
Израчунавање резултата множења :

```
x
1
 := x
1
 - 1;
LOOP x
0
 DO
  LOOP x
1
 DO
    x
0
 := x
0
 + 1
  END
END
```

Израчунавање -ог степена броја 3:

```
x
0
 := 0;
x
0
 := x
0
 + 1;

LOOP x
1
 DO
  LOOP x
0
 DO
    x
0
 := x
0
 + 1
    x
0
 := x
0
 + 1
  END
END
```

Израчунавање вредности -ог елемента фибоначијевог низа:
```
x
0
 := 0;
x
2
 := 0;
x
3
 := 0;

x
2
 := x
2
 + 1;

LOOP x
1
 DO
  x
3
 := x
0
 + 0

  LOOP x
2
 DO
    x
0
 := x
0
 + 1
  END

  x
2
 := x
3
 + 0
END
```